# Giro del Belgio 1957
Il Giro del Belgio 1957, quarantunesima edizione della corsa, si svolse in quattro tappe tra il 16 e il 19 maggio 1957, per un percorso totale di 1002 km e fu vinto dal belga Pino Cerami.

## Tappe
| Tappa  | Data      | Percorso                                | km   | Vincitore di tappa  | Leader cl. generale |
| ------ | --------- | --------------------------------------- | ---- | ------------------- | ------------------- |
| 1ª     | 16 maggio | Bruxelles > Stavelot                    | 275  | Pino Cerami         |                     |
| 2ª-1ª  | 17 maggio | Stavelot > La Roche (Cron. individuale) | 51   | Alfons Vandenbrande |                     |
| 2ª-2ª  | 17 maggio | La Roche > Florenville                  | 167  | Alibert Delorge     |                     |
| 3ª     | 18 maggio | Florenville > Charleroi                 | 252  | Joseph Verachtert   |                     |
| 4ª     | 19 maggio | Charleroi > Bruxelles                   | 257  | Roger Molenaers     | Pino Cerami         |
| Totale | Totale    | Totale                                  | 1002 |                     |                     |

## Dettagli delle tappe

### 1ª tappa
- 16 maggio: Bruxelles > Stavelot – 275 km

Risultati
| Pos. | Corridore      | Squadra     | Tempo    |
| ---- | -------------- | ----------- | -------- |
| 1    | Pino Cerami    | Peugeot     | 6h56'32" |
| 2    | Jean Vliegen   | Libertas    | s.t.     |
| 3    | Robert Coppens | De Visscher | s.t.     |

### 2ª tappa-1ª semitappa
- 17 maggio: Stavelot > La Roche – Cronometro individuale – 51 km

Risultati
| Pos. | Corridore           | Squadra      | Tempo    |
| ---- | ------------------- | ------------ | -------- |
| 1    | Alfons Vandenbrande | Libertas     | 1h22'53" |
| 2    | Joseph Schils       | Faema-Guerra | a 15"    |
| 3    | Pino Cerami         | Peugeot      | a 17"    |

### 2ª tappa-2ª semitappa
- 17 maggio: La Roche > Florenville – 167 km

Risultati
| Pos. | Corridore       | Squadra     | Tempo    |
| ---- | --------------- | ----------- | -------- |
| 1    | Alibert Delorge | Individuale | 4h30'30" |
| 2    | Roger Molenaers | Plume Sport | s.t.     |
| 3    | Brik Schotte    | Peugeot     | s.t.     |

### 3ª tappa
- 18 maggio: Florenville > Charleroi – 258 km

Risultati
| Pos. | Corridore         | Squadra     | Tempo    |
| ---- | ----------------- | ----------- | -------- |
| 1    | Joseph Verachtert | De Visscher | 6h50'17" |
| 2    | Firmin Bral       | Plume Sport | a 2"     |
| 3    | Jan Westdorp      | Locomotief  | a 1'07"  |

### 4ª tappa
- 19 maggio: Charleroi > Bruxelles – 257 km

Risultati
| Pos. | Corridore       | Squadra      | Tempo    |
| ---- | --------------- | ------------ | -------- |
| 1    | Roger Molenaers | Plume Sport  | 7h21'43" |
| 2    | Pino Cerami     | Peugeot      | a 21"    |
| 3    | Joseph Schils   | Faema-Guerra | s.t.     |

## Classifiche finali

### Classifica generale
| Pos. | Corridore               | Squadra      | Tempo     |
| ---- | ----------------------- | ------------ | --------- |
| 1    | Pino Cerami             | Peugeot      | 27h06'52" |
| 2    | Jean Vliegen            | Libertas     | a 1'03"   |
| 3    | Firmin Bral             | Plume Sport  | a 1'19"   |
| 4    | Jozef Schils            | Faema-Guerra | a 1'28"   |
| 5    | Lucien Taillieu         | Plume Sport  | a 1'46"   |
| 6    | Gustaaf Van Vaerenbergh | De Visscher  | a 2'40"   |
| 7    | Alfons Vandenbrande     | Libertas     | a 3'14"   |
| 8    | Alex Close              | Peugeot      | a 4'18"   |
| 9    | Yvo Molenaers           | Plume Sport  | a 4'19"   |
| 10   | Jean Pasinetti          | Plume Sport  | a 5'17"   |